# (589) Croatia
(589) Croatia – planetoida z grupy pasa głównego asteroid okrążająca Słońce w ciągu 5 lat i 204 dni w średniej odległości 3,14 j.a. Została odkryta 3 marca 1906 roku w Landessternwarte Heidelberg-Königstuhl w Heidelbergu przez Augusta Kopffa. Nazwa planetoidy pochodzi od Chorwacji, kraju w Europie Południowej. Przed jej nadaniem planetoida nosiła oznaczenie tymczasowe (589) 1906 TM.